# Stazione di Ortona
Stazione di Ortona vasútállomás Olaszországban, Ortona településen.

## Vasútvonalak
Az állomást az alábbi vasútvonalak érintik:
- Ancona–Lecce-vasútvonal
- Sangritana-vasútvonal

## Kapcsolódó állomások
A vasútállomáshoz az alábbi állomások vannak a legközelebb:
- Stazione di San Vito-Lanciano
- San Vito-Lanciano old train station